# Heuchin
Cet article possède un paronyme, voir Houchin.
Heuchin est une commune française située dans le département du Pas-de-Calais en région Hauts-de-France. Ses habitants sont appelés les Heuchinois.
La commune fait partie de la communauté de communes du Ternois qui regroupe 103 communes et compte 37 469 habitants en 2021.

## Géographie

### Localisation
Localisée dans le sud-est du département du Pas-de-Calais, Heuchin est une commune située, à vol d'oiseau, à 11 km au nord-ouest de la commune de Saint-Pol-sur-Ternoise (aire d'attraction) et à 40 km au nord-ouest de la commune d’Arras (chef-lieu d'arrondissement et préfecture du Pas-de-Calais).
Le territoire de la commune est limitrophe de ceux de huit communes.
Les communes limitrophes sont  Anvin, Bergueneuse, Boyaval, Eps, Fiefs, Fontaine-lès-Boulans, Prédefin et Équirre.

### Géologie et relief
La superficie de la commune est de 8,16 km2 ; son altitude varie de 72  à   166 m.

### Hydrographie
Le territoire de la commune est situé dans le bassin Artois-Picardie.
La commune est traversée par : le Faux, un cours d'eau naturel de 5,35 km, prend sa source et se jette dans la Ternoise au niveau de la commune d'Anvin ; et le fond de queveaussart, d'une longueur de  2,7 km, qui prend sa source dans la commune de Fontaine-lès-Boulans et se jette dans le Faux au niveau de la commune

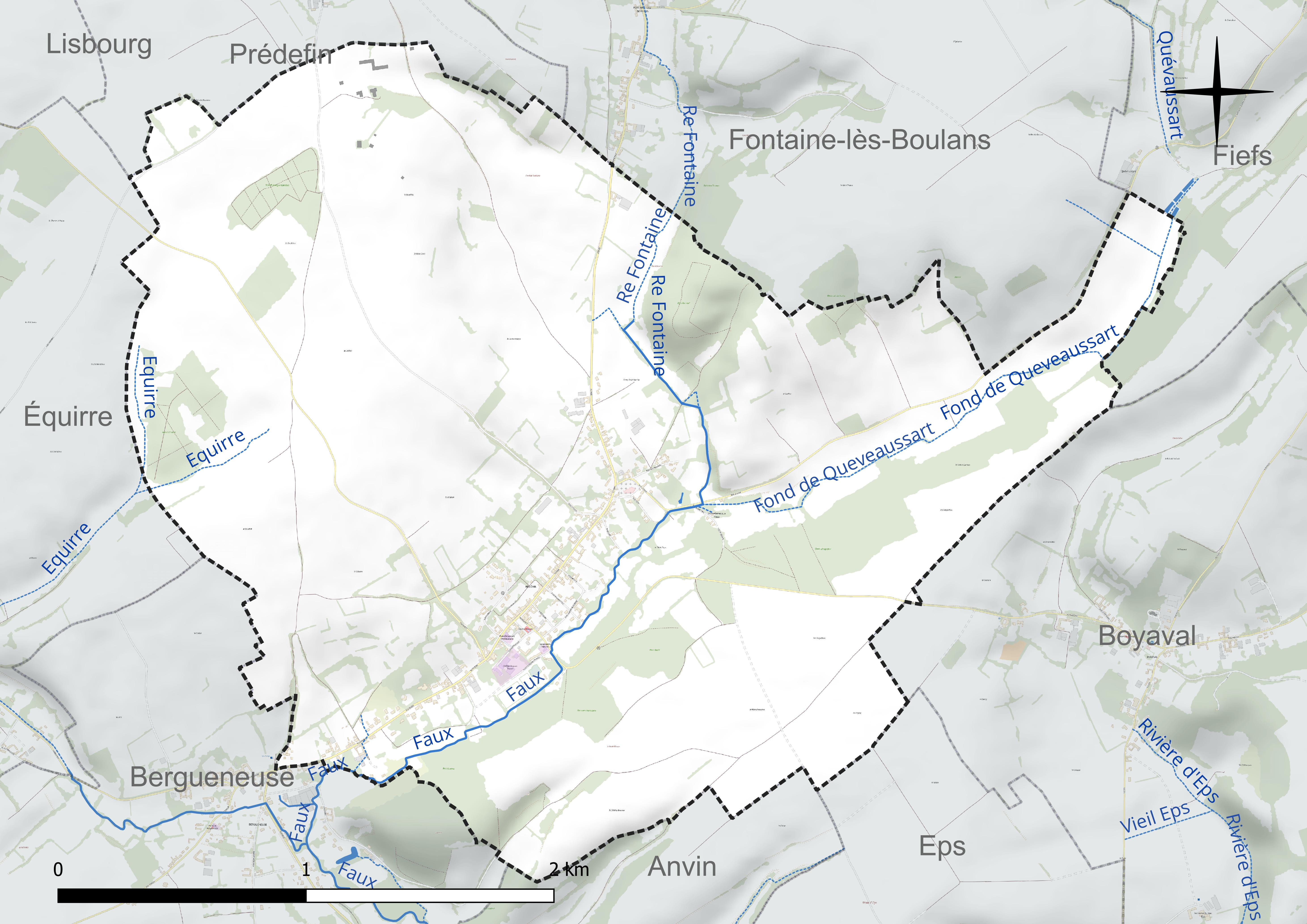
Réseau hydrographique d'Heuchin.

### Climat
Pour des articles plus généraux, voir Climat des Hauts-de-France et Climat du Pas-de-Calais.
En 2010, le climat de la commune est de type climat océanique franc, selon une étude du CNRS s'appuyant sur une série de données couvrant la période 1971-2000. En 2020, Météo-France publie une typologie des climats de la France métropolitaine dans laquelle la commune est exposée à un climat océanique et est dans la région climatique Côtes de la Manche orientale, caractérisée par un faible ensoleillement (1 550 h/an) ; forte humidité de l’air (plus de 20 h/jour avec humidité relative > 80 % en hiver), vents forts fréquents.
Pour la période 1971-2000, la température annuelle moyenne est de 10,1 °C, avec une amplitude thermique annuelle de 13,5 °C. Le cumul annuel moyen de précipitations est de 941 mm, avec 13,3 jours de précipitations en janvier et 8,9 jours en juillet. Pour la période 1991-2020, la température moyenne annuelle observée sur la station météorologique la plus proche, située sur la commune de Fiefs à 5 km à vol d'oiseau, est de 10,4 °C et le cumul annuel moyen de précipitations est de 1 070,6 mm,. Pour l'avenir, les paramètres climatiques de la commune estimés pour 2050 selon différents scénarios d'émission de gaz à effet de serre sont consultables sur un site dédié publié par Météo-France en novembre 2022.
| Mois                                  | jan.             | fév.             | mars             | avril         | mai           | juin            | jui.           | août         | sep.           | oct.            | nov.            | déc.             | année      |
| ------------------------------------- | ---------------- | ---------------- | ---------------- | ------------- | ------------- | --------------- | -------------- | ------------ | -------------- | --------------- | --------------- | ---------------- | ---------- |
| Température minimale moyenne (°C)     | 1,1              | 1,2              | 2,8              | 4,7           | 7,8           | 10,7            | 12,8           | 12,9         | 10,4           | 7,6             | 4,3             | 1,8              | 6,5        |
| Température moyenne (°C)              | 3,5              | 4                | 6,6              | 9,4           | 12,7          | 15,5            | 17,7           | 17,8         | 14,9           | 11,1            | 7               | 4,2              | 10,4       |
| Température maximale moyenne (°C)     | 6                | 6,9              | 10,3             | 14,2          | 17,6          | 20,4            | 22,7           | 22,7         | 19,3           | 14,7            | 9,7             | 6,6              | 14,3       |
| Record de froid (°C) date du record   | −18,5 09.01.1985 | −17,5 23.02.1956 | −13,9 07.03.1971 | −6 25.04.1955 | −5 02.05.1960 | −3,2 02.06.1962 | 3,2 04.07.1964 | 4 29.08.1964 | 0,2 30.09.1954 | −6 29.10.1997   | −11 30.11.1978  | −12,9 29.12.1996 | −18,5 1985 |
| Record de chaleur (°C) date du record | 15,2 01.01.22    | 19,8 28.02.1960  | 25,1 31.03.21    | 27 29.04.1955 | 34 25.05.1953 | 35,5 30.06.1957 | 40,6 25.07.19  | 37 10.08.03  | 33,6 09.09.23  | 30,8 01.10.1959 | 19,5 06.11.1955 | 17 01.12.00      | 40,6 2019  |
| Précipitations (mm)                   | 103,9            | 86,5             | 76,4             | 64,4          | 76,4          | 74,4            | 80,7           | 85,1         | 83,3           | 100,9           | 112,8           | 125,8            | 1 070,6    |

### Paysages
Pour un article plus général, voir Paysage en France.
La commune s'inscrit dans les « paysages du Ternois » tels qu’ils sont définis dans l’atlas de paysages de la région Nord-Pas-de-Calais, conçu par la direction régionale de l'Environnement, de l'Aménagement et du Logement (DREAL),.
Ces paysages, qui concernent 138 communes avec trois pôles d’attraction que sont Hesdin à l'ouest, Saint-Pol-sur-Ternoise à l’est et, dans une moindre mesure, Frévent en lisière sud, sont délimités par deux cours d’eau : la Canche au Sud et la Ternoise au Nord. Ces paysages sont composés de plateaux, de vallées et de bocages. Les plateaux du Ternois montrent une structure tabulaire assez plane et une altitude assez régulière avec des points culminants entre 150  à   160 m.
Le territoire d’une vingtaine de kilomètres du Nord au Sud et d’Est en Ouest, est traversé par la D 939 reliant Saint-Pol-sur-Ternoise à Hesdin, par la D 912 entre Saint-Pol-sur-Ternoise et Frévent et par la ligne ferroviaire de Saint-Pol-sur-Ternoise à Étaples dans la vallée de la Canche. La position excentrée, en l’absence de grands axes autoroutiers ou ferrés structurants, a permis au Ternois de conserver un caractère rural et une certaine qualité de paysage.
Au niveau de l’occupation des sols, les surfaces cultivées sont omniprésentes sur les plateaux, avec majoritairement la culture de la betterave et de la pomme de terre, et représentent près de 72 % de la surface totale de ces paysages du Ternois, les espaces artificialisés, cantonnés dans les fonds de vallée, représentent 13 % et les surfaces boisées, présentes dans les deux principales vallées de la Ternoise et de la Canche, ne représentent que 6 %.

### Milieux naturels et biodiversité

#### Zones naturelles d'intérêt écologique, faunistique et floristique
L’inventaire des zones naturelles d'intérêt écologique, faunistique et floristique (ZNIEFF) a pour objectif de réaliser une couverture des zones les plus intéressantes sur le plan écologique, essentiellement dans la perspective d’améliorer la connaissance du patrimoine naturel national et de fournir aux différents décideurs un outil d’aide à la prise en compte de l’environnement dans l’aménagement du territoire.
Le territoire communal comprend une ZNIEFF de type 1 : le vallon de Bergueneuse à Fiefs, d’une superficie de 934 ha et d'une altitude variant de 60 à 185 m. Cette ZNIEFF, qui s’étend au nord/nord-ouest de la commune d’Anvin, est une des plus importantes vallées sèches drainant les collines de l'Artois.
et une ZNIEFF de type 2 : la vallée de la Ternoise et ses versants de Saint-Pol-sur-Ternoise à Hesdin et le vallon de Bergueneuse. Cette ZNIEFF, située au nord d'une ligne allant de Saint-Pol-sur-Ternoise à Hesdin, d’une superficie de 9 502 hectares et d'une altitude variant de 22 à 90 m, présente des fonds de vallées, des coteaux crayeux et des zones prairiales.

Carte des ZNIEFF de type 1 et 2 sur la commune
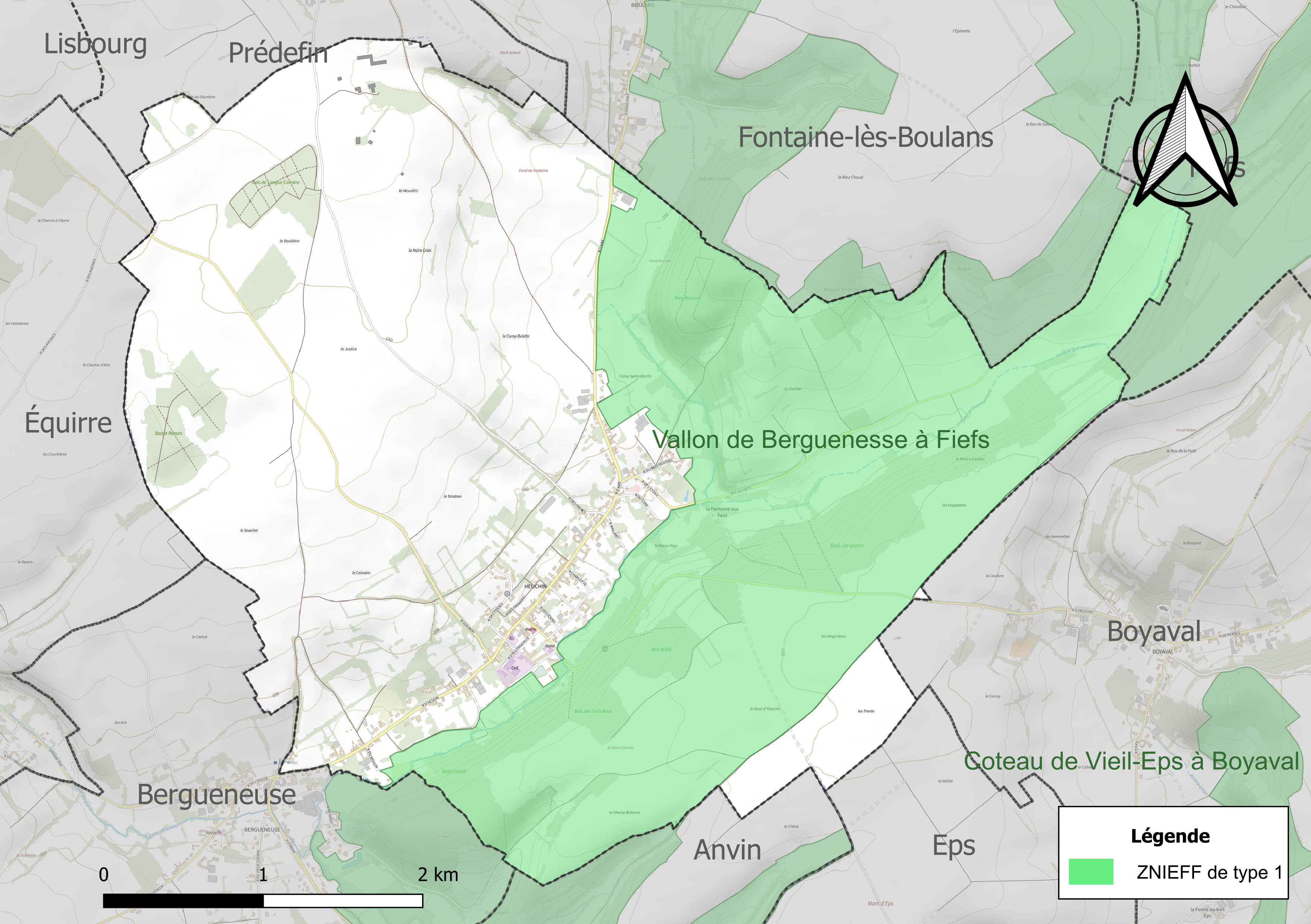
Carte de la ZNIEFF de type 1 sur la commune.
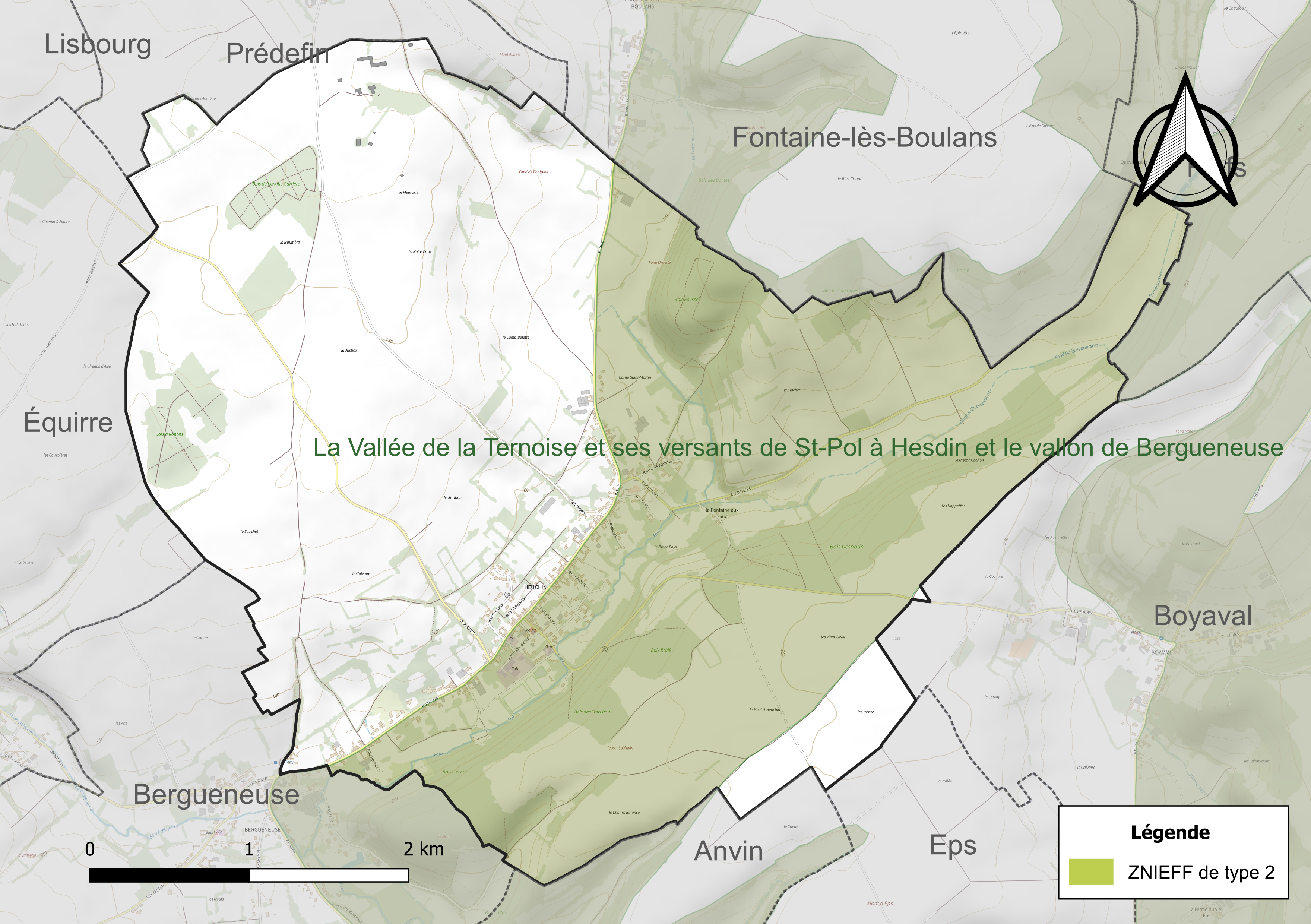
Carte de la ZNIEFF de type 2 sur la commune.

#### Espèces faunistiques et floristiques
L’Inventaire national du patrimoine naturel (INPN) recense plusieurs espèces faunistiques et floristiques sur le territoire de la commune dont certaines sont protégées et d’autres menacées et quasi-menacées.

## Urbanisme

### Typologie
Au 1er janvier 2024, Heuchin est catégorisée commune rurale à habitat dispersé, selon la nouvelle grille communale de densité à sept niveaux définie par l'Insee en 2022.
Elle est située hors unité urbaine. Par ailleurs la commune fait partie de l'aire d'attraction de Saint-Pol-sur-Ternoise, dont elle est une commune de la couronne,. Cette aire, qui regroupe 72 communes, est catégorisée dans les aires de moins de 50 000 habitants,.

### Occupation des sols
L'occupation des sols de la commune, telle qu'elle ressort de la base de données européenne d’occupation biophysique des sols Corine Land Cover (CLC), est marquée par l'importance des territoires agricoles (82,6 % en 2018), une proportion identique à celle de 1990 (82,6 %). La répartition détaillée en 2018 est la suivante : 
terres arables (61,1 %), prairies (17,4 %), forêts (11,4 %), zones urbanisées (6 %), zones agricoles hétérogènes (4 %). L'évolution de l’occupation des sols de la commune et de ses infrastructures peut être observée sur les différentes représentations cartographiques du territoire : la carte de Cassini (XVIIIe siècle), la carte d'état-major (1820-1866) et les cartes ou photos aériennes de l'IGN pour la période actuelle (1950 à aujourd'hui).

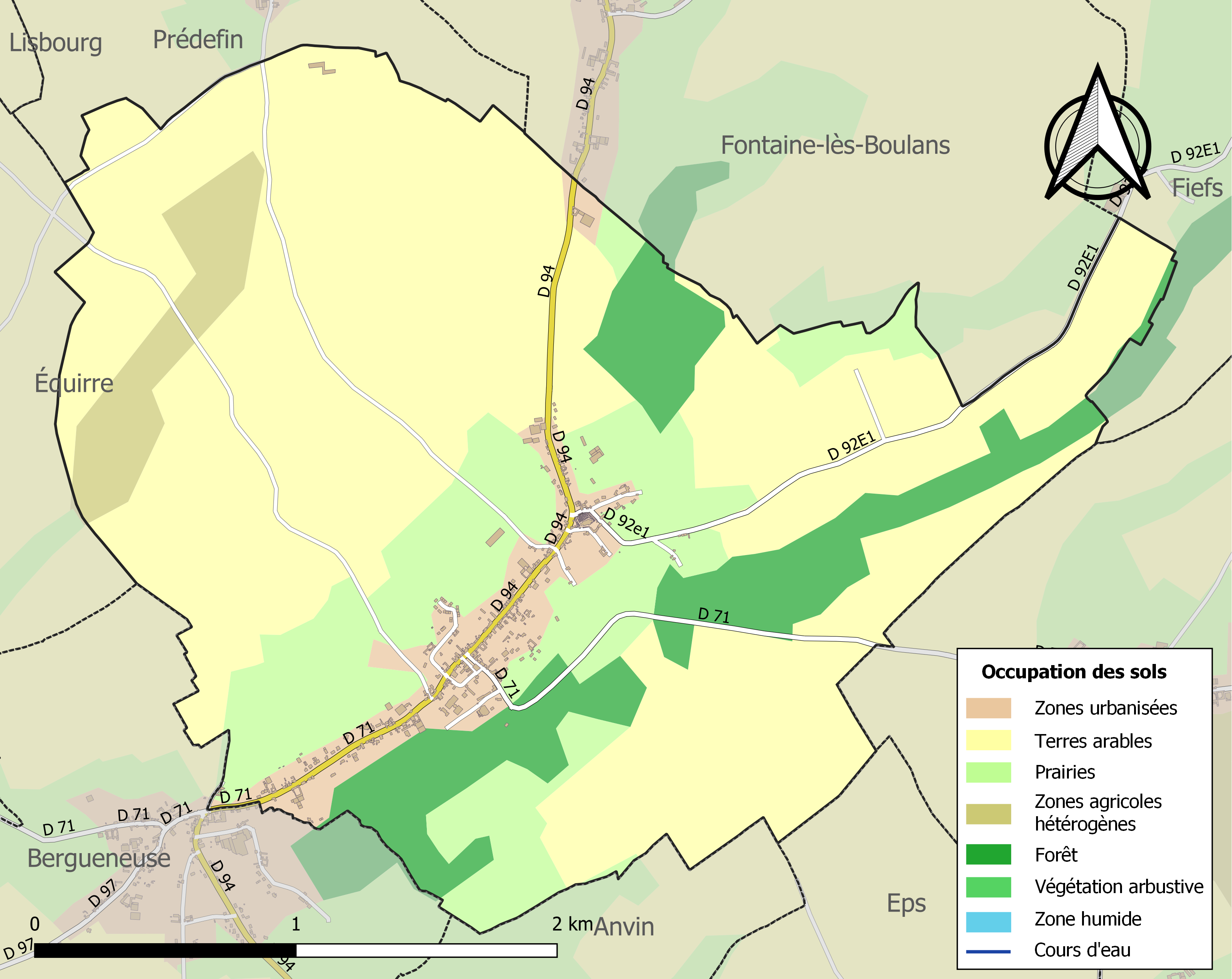
Carte des infrastructures et de l'occupation des sols de la commune en 2018 (CLC).

### Habitat et logement
En 2018, le nombre total de logements dans la commune était de 253, alors qu'il était de 254 en 2013 et de 231 en 2008.
Parmi ces logements, 85,8 % étaient des résidences principales, 4,4 % des résidences secondaires et 9,8 % des logements vacants. Ces logements étaient pour 91,6 % d'entre eux des maisons individuelles et pour 7,2 % des appartements.
Le tableau ci-dessous présente la typologie des logements à Heuchin en 2018 en comparaison avec celle du Pas-de-Calais et de la France entière. Une caractéristique marquante du parc de logements est ainsi une proportion de résidences secondaires et logements occasionnels (4,4 %) inférieure à celle du département (6,4 %) et à  à celle de la France entière (9,7 %). Concernant le statut d'occupation de ces logements, 71,9 % des habitants de la commune sont propriétaires de leur logement (72,7 % en 2013), contre 57,8 % pour le Pas-de-Calais et 57,5 % pour la France entière.
| Typologie                                               | Heuchin | Pas-de-Calais | France entière |
| ------------------------------------------------------- | ------- | ------------- | -------------- |
| Résidences principales (en %)                           | 85,8    | 86            | 82,1           |
| Résidences secondaires et logements occasionnels (en %) | 4,4     | 6,4           | 9,7            |
| Logements vacants (en %)                                | 9,8     | 7,6           | 8,2            |

## Toponymie
Le bourg est attesté comme Elciacum (844-864) ; Hilkinium (877) ; Helcin (1040) ; Hilciacum (1051) ; Huchin (1097) ; Helcinium (1104) ; Elcin (1107) ; Hilcin (1119) ; Helchin (1145) ; Helcy (1151) ; Helchinium, Helchim, Helchi (1163) ; Heuchins (1239) ; Heuchin (1259) ; Helchins (XIIIe siècle) ; Huechin (1309) ; Huchin (1405) ; Heuscin (1503) ; Huichin (1559).
Helkin en flamand.

## Histoire

### Moyen Âge
En 1227, le pape Honorius III confirme à l'abbaye Saint-Bertin de Saint-Omer le patronat des chapelles d'Heuchin et de Haverskerque.
En 1455, Jooris de Heuchin, détient un fief relevant du châtelain dans la châtellenie de Bourbourg.
En 1458, Georges de Heuchin, chevalier détient un fief de 300 mesures (environ 135 hectares) dans la châtellenie de Bourbourg. En 1499, Guillaume de Heuchin, écuyer, possède les deux biens dont il est question ci-dessus. Ils passent ensuite à Adrien de Heuchin, seigneur de Staple, puis à Philippe de Heuchin, seigneur de Staple (voir Staple dans arrondissement de Dunkerque), époux d'Anne de Clèves.
À la fin du XVe siècle Guillaume de Heuchin détient un troisième bien dans la même châtellenie. Il est encore question avant 1634, au même endroit, d'un Claude de Heuchin.

#### Famille de Heuchin
Plusieurs membres de cette famille peuvent être retrouvés dans des documents relatifs à la région avant la Révolution française :
En 1458, Georges de Heuchin, chevalier, est possesseur d'un fief dans la châtellenie de Bourbourg.
En 1499, ce bien passe à Guillaume de Heuchin (probablement son fils ?).
Le fief reste dans la famille et au début du XVIe siècle, il est détenu par Adrien de Heuchin, seigneur de Staple, puis par Philippe de Heuchin, seigneur de Staple, et après celui ci par ses filles : Marie de Heuchin, Anne de Heuchin, Catherine de Heuchin.
Au XVIe siècle, en 1517, Louis de Heuchin  (ou de Heucy) est seigneur de Rebecques et possesseur d'un autre fief dans la châtellenie de Bourbourg. Sa fille Françoise de Heucy dite de Rebecque est l'épouse de Charles de Bierne, seigneur de la Halle et 1er échevin de Bergues.

### Temps modernes
Au début du XVIe siècle, Adrien de Heuchin, détenteur d'un autre fief dans la châtellenie de Bourbourg, et probablement fils de Phillippe de Heuchin, est seigneur de Staple. Son fils Philippe de Heuchin lui succède en tant que seigneur de Staple. Ses héritières sont ses filles : Marie de Heuchin, Anne de Heuchin, Catherine de Heuchin. En 1630, on retrouve encore une Antoinette d'Heuchin épouse de Pierre de Wavrans, écuyer, vicomte héréditaire d'Eeno, sur un fief nommé Malembourg, toujours dans cette châtellenie. En 1517, Loys de Heucy, en fait Heuchin, seigneur de Rebecques détient le fief de Quintesbrugghe, encore dans la même châtellenie. Le fief passe ensuite à Charles van Bierne, heere (seigneur) van der Halle, époux de Françoise de Heucy dite de Rebecque, fille de Louis.
En mars 1691, par des lettres prises au camp devant Mons (Siège de Mons (1691), Alexandre François de Croix, seigneur d'Heuchin, reçoit de Louis XIV le titre de marquis d'Heuchin, en récompense de ses services : il est guidon (porte-drapeau) de la compagnie d'hommes d'armes des ordonnances du roi, étant sous le titre des Anglais, qui s'est signalé tant dans les fonctions de cette charge qu'en plusieurs autres emplois et est issu d'une ancienne et illustre maison de Flandre alliée aux plus grandes familles. La terre d'Heuchin possède toute la justice seigneuriale, plusieurs fiefs en relèvent et elle possède un revenu suffisant pour justifier le titre de marquis.
Le marquisat d'Heuchin appartiendra à la famille de Croix jusqu'à la Révolution.

### Époque contemporaine
Pendant la Première Guerre mondiale, des troupes françaises relevées du front de l'Artois ont parfois été mises au repos sur la commune, comme par exemple fin juin-début juillet 1915.

## Politique et administration

### Rattachements administratifs et électoraux

#### Rattachements administratifs
La commune se trouve depuis 1926 dans l'arrondissement d'Arras du département du Pas-de-Calais.
Elle était depuis 1793 le chef-lieu du canton d'Heuchin. Dans le cadre du redécoupage cantonal de 2014 en France, cette circonscription administrative territoriale a disparu, et le canton n'est plus qu'une circonscription électorale.

#### Rattachements électoraux
Pour les élections départementales, la commune fait partie depuis 2014 du canton de Saint-Pol-sur-Ternoise
Pour l'élection des députés, elle fait partie de la sixième circonscription du Pas-de-Calais.

### Intercommunalité
La commune était le siège de la petite communauté de communes du pays d'Heuchin créée fin 1993.
Dans le cadre de la réforme des collectivités territoriales françaises, par la loi de réforme des collectivités territoriales du 16 décembre 2010 (dite loi RCT)  destinée à permettre notamment l'intégration de la totalité des communes dans un EPCI à fiscalité propre, la suppression des enclaves et discontinuités territoriales et les modalités de rationalisation des périmètres des établissements publics de coopération intercommunale et des syndicats mixtes existants, cette intercommunalité fusionne avec sa voisine, la communauté de communes du Pays d'Heuchin, formant le 1er janvier 2013 la communauté de communes des Vertes Collines du Saint-Polois.
Un nouveau mouvement de regroupement intercommunal intervient dans le cadre des dispositions de la loi portant nouvelle organisation territoriale de la République (Loi NOTRe) du 7 août 2015, qui prévoit que les établissements publics de coopération intercommunale (EPCI) à fiscalité propre doivent avoir un minimum de 15 000 habitants. À l'initiative des intercommunalités concernées, la Commission départementale de coopération intercommunale (CDCI) adopte le 26 février 2016 le principe de la fusion de :
- la communauté de communes de l'Auxillois, regroupant 16 communes dont une de la Somme et 5 217 habitants[37] ;
- la communauté de communes de la Région de Frévent, regroupant 12 communes et 6 567 habitants ;
- de la communauté de communes des Vertes Collines du Saint-Polois, regroupant 58 communes et 19 585 habitants
- de la communauté de communes du Pernois, regroupant 18 communes et 7 114 habitants. Le Schéma départemental de coopération intercommunale (SDCI), intégrant notamment cette évolution, est approuvé par un arrêté préfectoral du 30 mars 2016[38],[39].

La communauté de communes du Ternois, qui résulte de cette fusion et dont la commune fait désormais partie, est créée par un arrêté préfectoral qui a pris effet le 1er janvier 2017.

### Liste des maires
| Période                                  | Période                       | Identité                    | Étiquette | Qualité |
| ---------------------------------------- | ----------------------------- | --------------------------- | --------- | --- |
| 1790                                     | An IV                         | François-Joseph Flament     |           | |
| An IV                                    | An XIII                       | Joseph Douilly              |           | |
| An XIII                                  | 1808                          | François Guillebert         |           | |
| 1808                                     | 1809                          | Émile Haudouart de Fontaine |           | |
| 1809                                     | 1813                          | Charles-Adrien Lanvin       |           | |
| 1813                                     | 1816                          | Pierre Vitasse              |           | |
| 1816                                     | 1831                          | Louis-Éloi Guyot            |           | |
| 1831                                     | 1848                          | Ferdinand Yvain             |           | |
| 1848                                     | 1853                          | Alphonse Leborgne           |           | |
| 1853                                     | 1861                          | Édouard Duflos              |           | notaire |
| 1861                                     | 1871                          | Florimond Guyot             |           | brasseur |
| 1871                                     | 1882                          | Alfred Delaleau             |           | |
| 1882                                     | 1884                          | Florimond Guyot             |           | brasseur |
| 1884                                     | 1888                          | Alfred Delaleau             |           | |
| 1888                                     | 1895                          | Célestin Cocud              |           | |
| 1895                                     | 1904                          | Adhémar Delepouve           |           | médecin |
| 1904                                     | 1911                          | Louis Beugin                |           | |
| 1911                                     | 1928                          | Edmond Rigaud               |           | |
| 1928                                     | 1934                          | Charles Vincent             |           | |
| 1934                                     | 1941                          | Albert Zimber               |           | |
| Les données manquantes sont à compléter. |                               |                             |           | |
| 1944                                     | 1959                          | Léon Petitfils              |           | |
| 1959                                     | 1970                          | René Delepouve              |           | médecin |
| 1970                                     | 1980                          | Jean-Marie Desruelle        |           | médecin |
| 1980                                     | 1990                          | Jean Vaast                  |           | avocat, substitut, juge |
| 1990                                     | avril 2006                    | Charles Delaire             |           | conseiller général d'Heuchin (1988 → 2006) président de la communauté de communes du pays d’Heuchin (1993 → ?) Décédé en fonction |
| 2006                                     | 2020                          | Bertrand Vaast              |           | agriculteur Réélu pour le mandat 2014-2020,                                                                                       |
| mai 2020,                                | juillet 2022                  | Pascal Lefebvre             |           | Salarié au CIO de Bruay-la-Buissière Mort en fonction                                                                             |
| octobre 2022                             | En cours (au 14 janvier 2023) | Angélique Perrin            |           | Profession intermédiaire de la santé et du travail social                                                                         |

## Équipements et services publics
L'intercommunalité a créé en 2017 la Maison de la petite enfance dans le bourg. Elle accueille à sa création 14 enfants, âgés de 1 mois à 6 ans

## Population et société

### Démographie
Les habitants sont appelés les Heuchinois.

#### Évolution démographique
L'évolution du nombre d'habitants est connue à travers les recensements de la population effectués dans la commune depuis 1793. Pour les communes de moins de 10 000 habitants, une enquête de recensement portant sur toute la population est réalisée tous les cinq ans, les populations de référence des années intermédiaires étant quant à elles estimées par interpolation ou extrapolation. Pour la commune, le premier recensement exhaustif entrant dans le cadre du nouveau dispositif a été réalisé en 2004.

En 2022, la commune comptait 485 habitants, en évolution de −11,01 % par rapport à 2016 (Pas-de-Calais : −0,72 %, France hors Mayotte : +2,11 %).
| 1793 | 1800 | 1806 | 1821 | 1831 | 1836 | 1841 | 1846 | 1851 |
| ---- | ---- | ---- | ---- | ---- | ---- | ---- | ---- | ---- |
| 479  | 487  | 528  | 573  | 574  | 563  | 552  | 585  | 607  |

| 1856 | 1861 | 1866 | 1872 | 1876 | 1881 | 1886 | 1891 | 1896 |
| ---- | ---- | ---- | ---- | ---- | ---- | ---- | ---- | ---- |
| 636  | 656  | 675  | 709  | 691  | 670  | 633  | 675  | 672  |

| 1901 | 1906 | 1911 | 1921 | 1926 | 1931 | 1936 | 1946 | 1954 |
| ---- | ---- | ---- | ---- | ---- | ---- | ---- | ---- | ---- |
| 642  | 660  | 652  | 600  | 592  | 569  | 555  | 515  | 538  |

| 1962 | 1968 | 1975 | 1982 | 1990 | 1999 | 2004 | 2006 | 2009 |
| ---- | ---- | ---- | ---- | ---- | ---- | ---- | ---- | ---- |
| 569  | 603  | 584  | 544  | 514  | 537  | 535  | 528  | 568  |

| 2014 | 2019 | 2022 | - | - | - | - | - | - |
| ---- | ---- | ---- | - | - | - | - | - | - |
| 547  | 498  | 485  | - | - | - | - | - | - |

#### Pyramide des âges
En 2018, le taux de personnes d'un âge inférieur à 30 ans s'élève à 34,2 %, soit en dessous de la moyenne départementale (36,7 %). À l'inverse, le taux de personnes d'âge supérieur à 60 ans est de 27,3 % la même année, alors qu'il est de 24,9 % au niveau départemental.
En 2018, la commune comptait 248 hommes pour 266 femmes, soit un taux de 51,75 % de femmes, légèrement supérieur au taux départemental (51,50 %).
Les pyramides des âges de la commune et du département s'établissent comme suit.
| Hommes | Classe d’âge | Femmes |
| ------ | ------------ | ------ |
| 0,8    | 90 ou +      | 1,9    |
| 4,2    | 75-89 ans    | 9,7    |
| 17,5   | 60-74 ans    | 20,2   |
| 26,2   | 45-59 ans    | 14,7   |
| 19,2   | 30-44 ans    | 17,4   |
| 13,8   | 15-29 ans    | 15,5   |
| 18,3   | 0-14 ans     | 20,5   |

| Hommes | Classe d’âge | Femmes |
| ------ | ------------ | ------ |
| 0,5    | 90 ou +      | 1,6    |
| 5,6    | 75-89 ans    | 8,9    |
| 16,7   | 60-74 ans    | 18,1   |
| 20,2   | 45-59 ans    | 19,2   |
| 18,9   | 30-44 ans    | 18,1   |
| 18,2   | 15-29 ans    | 16,2   |
| 19,9   | 0-14 ans     | 17,9   |

## Économie
En 2017, le bourg compte plusieurs commerces de proximité (boulangerie - épicerie - café-brasserie, pharmacie, auto-école, salon de coiffure et esthéticienne, des chambres d'hôtes et un artisan chauffagiste sanitaire

## Culture locale et patrimoine

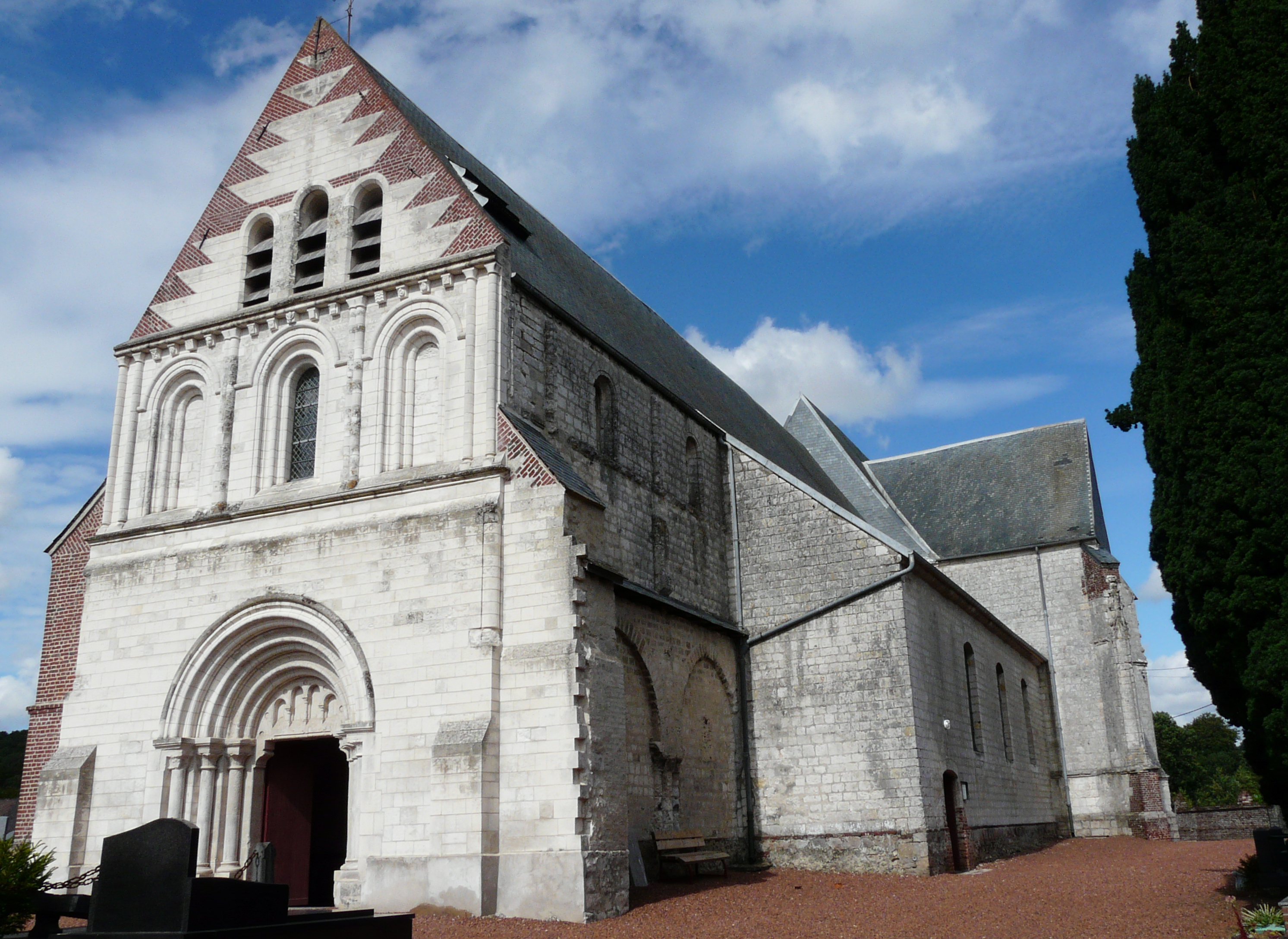
L'église vue du sud-ouest

### Lieux et monuments
- L'église Saint-Martin, romane (XIIe) et gothique (XVIe ou XVIIe).

La façade romane de l'église est un vestige rare dans le nord de la France ; c'est une façade classique avec un portail en plein cintre, orné de part et d'autre de trois colonnes placées en retrait les unes par rapport aux autres ; ces colonnes sont surmontées de chapiteaux coniques sur lesquels retombent, de manière concentrique, trois moulures, réalisant ainsi une archivolte.
La façade est décorée d'un unique étage d'arcatures, fait de hautes baies séparées par des contreforts arrondis ; elle est surmontée d'un pignon triangulaire, largement remanié (voire édifié) au XVIIe, à la manière de nombreux pignons de la région. La façade a fait l'objet d'une restauration soignée en 2003. La nef, contemporaine de la façade, est romane jusqu'au transept.
- Ancienne brasserie Rolland, de la première moitié du XIXe siècle, située sur la Grand-Place[59].
- Le monument aux morts[60].

### Héraldique
| Blason de Heuchin | Blason  | D'or à la croix de gueules, à la bordure engrelée de sable. |
| Blason de Heuchin | Détails | Le statut officiel du blason reste à déterminer.            |

## Pour approfondir